# العلاقات السريلانكية الموريشيوسية
العلاقات السريلانكية الموريشيوسية هي العلاقات الثنائية التي تجمع بين سريلانكا وموريشيوس.

## مقارنة بين البلدين
هذه مقارنة عامة ومرجعية للدولتين:
| وجه المقارنة                                              | سريلانكا                         | موريشيوس                 |
| --------------------------------------------------------- | -------------------------------- | ------------------------ |
| المساحة (كم2)                                             | 65.61 ألف                        | 2.04 ألف                 |
| عدد السكان (نسمة)                                         | 21.44 مليون                      | 1.26 مليون               |
| الكثافة السكانية (ن./كم²)                                 | 326.78                           | 617.65                   |
| العاصمة                                                   | سري جاياواردنابورا كوتي، كولمبو  | بورت لويس                |
| اللغة الرسمية                                             | اللغة السنهالية، اللغة التاميلية | لغة إنجليزية، لغة فرنسية |
| العملة                                                    | روبية سريلانكي                   | روبي موريشي              |
| الناتج المحلي الإجمالي (بليون دولار)                      | 87.17 مليار                      | 13.34 مليار              |
| الناتج المحلي الإجمالي (تعادل القوة الشرائية) بليون دولار | 246.62 مليار                     | 25.36 مليار              |
| الناتج المحلي الإجمالي الاسمي للفرد دولار أمريكي          | 3.93 ألف                         | 9.25 ألف                 |
| الناتج المحلي الإجمالي للفرد دولار أمريكي                 | 11.11 ألف                        | 18.59 ألف                |
| مؤشر التنمية البشرية                                      | 0.757                            | 0.777                    |
| رمز المكالمات الدولي                                      | +94                              | +230                     |
| رمز الإنترنت                                              | .lk،                             | .mu                      |
| المنطقة الزمنية                                           | ت ع م+05:30                      | ت ع م+04:00              |

## منظمات دولية مشتركة
يشترك البلدان في عضوية مجموعة من المنظمات الدولية، منها:
| علم المنظمة | اسم المنظمة                               | تاريخ انضمام سريلانكا | تاريخ انضمام موريشيوس |
| ----------- | ----------------------------------------- | --------------------- | --------------------- |
|             | مؤسسة التنمية الدولية                     | 27 يونيو 1961         | 23 سبتمبر 1968        |
|             | يونسكو                                    | 14 نوفمبر 1949        | 25 أكتوبر 1968        |
|             | وكالة ضمان الاستثمار متعدد الأطراف        | 27 مايو 1988          | 28 ديسمبر 1990        |
|             | الأمم المتحدة                             | 14 ديسمبر 1955        | 24 أبريل 1968         |
|             | دول الكومنولث                             | 1948                  | ?                     |
|             | الاتحاد البريدي العالمي                   | ?                     | ?                     |
|             | البنك الدولي للإنشاء والتعمير             | 29 أغسطس 1950         | 23 سبتمبر 1968        |
|             | المنظمة الهيدروغرافية الدولية             | ?                     | ?                     |
|             | الاتحاد الدولي للاتصالات                  | 1897                  | 30 أغسطس 1969         |
|             | منظمة حظر الأسلحة الكيميائية              | ?                     | ?                     |
|             | مؤسسة التمويل الدولية                     | 20 يوليو 1956         | 23 سبتمبر 1968        |
|             | المركز الدولي لتسوية المنازعات الاستشارية | 11 نوفمبر 1967        | 2 يوليو 1969          |
|             | منظمة التجارة العالمية                    | ?                     | ?                     |
|             | منظمة الشرطة الجنائية الدولية             | ?                     | ?                     |

## وصلات خارجية
- موقع وزارة الخارجية السريلانكية